# Buse Ünal
Buse Ünal, född 29 juli 1997 i Ankara, Turkiet, är en volleybollspelare (passare).
Hennes pappa var fotbollsspelare och hennes mamma volleybollspelare, medan hennes yngre syster också spelar volleyboll.
 Hon avslutade grundskolan och gymnasiet i Izmir och fortsatte med sin gymnasieutbildning i Ankara.
Ünal började spela volleyboll i Arkas Spors ungdomsutvecklingsteam i Izmir, där hon var medlem i sju år under sin skoltid. När familjen bosatte sig i Ankara gick hon med i İlbank GSKs ungdomslag, där hon spelade under två år. 2013 tog hennes lag hem det turkiska mästerskapet för åldersgruppen. Säsongen 2014–15 började hon spela med klubbens seniorlag, som då spelade i Sultanlar Ligi (högsta serien). Hon deltog även med dem i CEV Challenge Cup 2014–15.
Klubben åkte sedan ner i andra divisionen, men tog sig upp igen under säsongen 2016–17. Efter fyra säsonger lämnade Ünal Ilbank, som var på väg att åka ur serien igen. I januari 2018 skrev hon på med en klubb i andra divisionen, Manisa BB, som hade chanser att avancera till Sultanlar Ligi under den kommande säsongen. Hon har därefter spelat med Nilüfer Belediyespor (2018-2021)  och Fenerbahçe SK
I mars 2018 debutera Ünal i Turkiets damlandslag i volleyboll. Hon spelade i Volleyball Nations League 2018 för Turkiet. Hon deltog i laget som tog brons vid EM 2021